# Рио-де-Жанейрская и Олинда-Ресифийская епархия
Епархия Рио-де-Жанейро и Олинда-Ресифи (порт. Diocese do Rio de Janeiro e Olinda-Recife)   – епархия Польской православной церкви на территории Бразилии. Кафедральным собором епархии является церковь  Пресвятой  Девы Марии в Рио-де-Жанейро. Богослужебный язык – португальский.

## История
В 1986 году были созданы два православных прихода в Рио-де-Жанейро и Ресифи в составе неканонической Кафолической православной церкви Португалии. В 1990 году произошло объединение КПЦП с Польской православной церковью. А в 1991 году в составе Польской церкви была выделена отдельная бразильская епархия. В 2001 году в епархии произошёл раскол. Бразильские приходы присоединились к КПЦП, вышедшей из состава Польской церкви, однако после разрыва с митрополитом Иоанном (Рибеиро), в 2002 возвратились в её состав (потеряв при этом часть паствы).
Сейчас в Бразилии 6 приходов и два монастыря (мужской и женский, в каждом из которых по двое монашествующих). До раскола 2002 года епархия Рио-де-Жанейро и Олинда-Ресифи окормляла 1200 верующих.

## Монастыри
- Свято-Николаевский монастырь в Жуан-Песоа;
- Успенский монастырь в Рио-де-Жанейро.

## Епископы
- архиепископ Рио-де-Жанейро Хризостом (Муниз Фрейре) (15 декабря 1991 года — по настоящее время);
- викарный епископ Ресифи Амвросий (де Альмейда Кубас) (20 июня 1998 года — по настоящее время).